# Early Morning
Early Morning — другий сингл альбому East of the Sun, West of the Moon норвезького гурту a-ha, випущений  25 лютого 1991 року.

## Музиканти
- Пол Воктор-Савой (Paul Waaktaar-Savoy) (6 вересня 1961) — композитор, гітарист, вокалист.
- Магне Фуругольмен (Magne Furuholmen) (1 листопада 1962) — клавішник, композитор, вокаліст, гітарист.
- Мортен Гаркет (Morten Harket) (14 вересня 1959) — вокаліст.

## Композиції

### 7"
| #  | Назва             | Тривалість |
| -- | ----------------- | ---------- |
| 1. | «Early Morning»   | 2:59       |
| 2. | «East Of The Sun» | 4:47       |

### 12"
| #  | Назва              | Тривалість |
| -- | ------------------ | ---------- |
| 1. | «Early Morning»    | 2:59       |
| 2. | «East Of The Sun»  | 4:47       |
| 3. | «Train Of Thought» | 4:11       |

### CD
| #  | Назва              | Тривалість |
| -- | ------------------ | ---------- |
| 1. | «Early Morning»    | 2:59       |
| 2. | «East Of The Sun»  | 4:47       |
| 3. | «Train Of Thought» | 4:11       |